# Belgrandiella zagoraensis
Belgrandiella zagoraensis е вид охлюв от семейство Hydrobiidae. Видът е уязвим и сериозно застрашен от изчезване.

## Разпространение и местообитание
Разпространен е в България.
Обитава сладководни басейни и реки.